# Maccullochella mariensis
Maccullochella mariensis is een straalvinnige vissensoort uit de familie van de zaagbaarzen (Percichthyidae). De wetenschappelijke naam van de soort is voor het eerst geldig gepubliceerd in 1993 door Rowland. Maccullochella mariensis komt voor in de Mary River in Queensland en wordt wel Mary-River-kabeljauw genoemd.